# Четин, Реджеп
Реджеп Четин (тур. Recep Çetin; род. 1 октября 1965, Карасу) — турецкий футболист, игравший на позиции защитника. Участник чемпионата Европы 1996 года.

## Клубная карьера
Реджеп Четин занимался футболом в клубе «Сакарьяспор». В 1984 году, в возрасте 19 лет, он стал игроком «Болуспора». 25 августа того же года Четин дебютировал в Первой лиге, выйдя в основном составе в гостевом поединке против «Бешикташа». «Болуспор» по итогам того чемпионата занял последнее место и вылетел во Вторую лигу, но спустя год победил в ней и вернулся в элиту турецкого футбола. 28 сентября 1986 года Четин забил свой первый гол в рамках Первой лиги, сравняв счёт в гостевом матче с «Антальяспором».
Летом 1988 года Реджеп Четин перешёл в «Бешикташ», за который провёл 10 лет, выиграв с ним целый ряд трофеев, в том числе четыре чемпионства страны и четыре Кубка Турции. Зачастую он играл роль капитана команды. Сезон 1998/1999 Реджеп Четин провёл за «Трабзонспор», а следующие два — в «Истанбулспор», где в 2001 году и завершил свою профессиональную карьеру футболиста.

## Карьера в сборной
16 марта 1988 года Реджеп Четин дебютировал в составе сборной Турции, выйдя на замену в гостевом товарищеском матче с командой Венгрии. 14 декабря 1994 года он забил свой первый и единственный мяч за национальную сборную, отметившись в домашней игре со Швейцарией. Тем не менее этот гол, забитый с дальнего расстояния, приобрёл известность. Всего за Турцию Четин провёл 56 игр в период с марта 1988 по 30 апреля 1997 года. Помимо товарищеских он принимал участие в матчах отборочных турниров чемпионатов Европы 1992 и 1996 годов, а также отборочных турниров чемпионатов мира 1994 и отборочных турниров чемпионатов мира 1998 годов. Реджеп Четин провёл два матча в финальном этапе чемпионата Европы 1996 года.

## Достижения
«Бешикташ»
- Чемпион Турции (4): 1989/90, 1990/91, 1991/92, 1994/95
- Обладатель Кубка Турции (4): 1988/89, 1989/90, 1993/94, 1997/98
- Обладатель Суперкубка Турции (4): 1989, 1992, 1994, 1998

 «Болуспор»
- Победитель Второй лиги Турции (1): 1985/86